# Provirus
Los provirus son ADN viral integrado en el genoma de una célula huésped o de un ex huésped. Los provirus se pueden hallar en los genomas de muchos grupos de seres vivos y también son de importancia para la evolución viral, ya que pueden ayudar a identificar si determinados grupos de virus estuvieron infectando a organismos celulares que actualmente no infectan.
Fueron descubiertos en 1951 por Barbara McClintock en el maíz, son fragmentos de ADN móviles, que constituyen genes y pueden pasar de una célula a otra; no producen enfermedades, sino solamente inducen pequeñas mutaciones en la célula. Podrían considerarse como formas más autónomas de transposones.
Este estado puede ser una etapa de la replicación del virus, o un estado que persiste durante períodos más largos de tiempo, ya sea como infecciones virales inactivas o un elemento viral endógeno. En las infecciones virales inactivas, el virus no se replicará a sí mismo excepto a través de la replicación de su célula huésped. Este estado puede durar muchas generaciones de células huésped.
Los retrovirus endógenos siempre están en estado de provirus. Cuando un retrovirus (no endógeno) invade una célula, el ARN del retrovirus se transcribe inversamente en ADN mediante transcriptasa inversa y luego se inserta en el genoma huésped mediante la integrasa.
Un provirus no hace directamente nuevas copias de ADN de sí mismo mientras se integra en un genoma huésped de esta manera. En cambio, se replica pasivamente junto con el genoma del huésped y se transmite a la descendencia de la célula original; todos los descendientes de la célula infectada también tendrán provirus en sus genomas. Esto se conoce como replicación viral lisogénica. La integración puede resultar en una infección latente o una infección productiva. En una infección productiva, el provirus se transcribe en ARN mensajero que produce directamente nuevos virus, que a su vez infectarán otras células a través del ciclo lítico. Una infección latente se produce cuando el provirus es transcripcionalmente silencioso en lugar de activo.
Una infección latente puede volverse productiva en respuesta a cambios en las condiciones ambientales o de salud del huésped; el provirus puede activarse y comenzar la transcripción de su genoma viral. Esto puede resultar en la destrucción de su célula huésped porque la maquinaria de síntesis de proteínas de la célula es secuestrada para producir más virus.